# (668) Dora
(668) Dora ist ein Asteroid des Hauptgürtels, der am 27. Juli 1908 vom deutschen Astronomen August Kopff an der Landessternwarte Heidelberg-Königstuhl (IAU-Code 688) bei Heidelberg entdeckt wurde. 
Der Asteroid wurde nach einer Freundin der Ehegattin des Entdeckers benannt.